# Кила Хакан
Хакан Дурмуш, по известен под псевдонима Кила Хакан, е турски рап музикант и автор на песни.

## Биография
Хакан Дурмуш е роден на 3 март 1973 г., Берлин, Германия. Семейството на Кила Хакан емигрира от Трабзон в Германия през 1960 г. като гастербайтери. Баща му Али Риза Дурмуш е борец. Постига сериозни успехи с националния отбор и има медали. Кила Хакан е роден, израснал и учи в Кройцберг, Германия. Живее типичния живот на гетото, в ранна възраст е по улиците и още като младеж попада в затвора. По време на затворническите си години пише постоянно. За първи път влиза в затвора заради инцидент. За последен път е осъден на 4 месеца затвор, защото нарича полицай – расист (нацист).
В Германия, вместо да изпълнява чуждестранна рап музика, той прави турски рап. Освен това Кила Хакан се ангажира с много социални каузи в съвременна Германия. Той продава турски рап албуми в Европа и по такъв начин популяризира турския език в Европа, никой друг изпълнител не го е правил преди това. Кила Хакан провежда семинари в Германия и обучава учениците си как да държат на живота с рап музиката. Не на последно място Кила Хакан разбива „всички вериги“, оставайки в списъка на Топ 10 в продължение на 15 седмици по MTV Германия. Постоянно посочва номера „36“ в песните си, където е „36“ е пощенския код на Кройцберг (квартал на Берлин), там, където се е родил и израснал. В същото време е един от най-старите членове на групата им в Берлин – 36 Boys.

## Дискография
| Година | Студио Лейбъл        | Албум                       | Наименование                     |
| ------ | -------------------- | --------------------------- | -------------------------------- |
| 1997   | DeDe Records         | Islamic Force Групов Албум  | Съобщение                        |
| 2002   | Rough Mix Recordings | Соло Албум                  | Вълци                            |
| 2003   | Rough Mix Recordings | в партньорство с Фуат Ергин | Rapüstad                         |
| 2005   | Hammer Müzik         | Соло Албум                  | Semt Semt Sokak                  |
| 2007   | Rough Mix Recordings | Соло Албум                  | Kreuzberg City                   |
| 2008   | Esen Müzik           | в партньорство с Джеза      | Bomba Plak                       |
| 2009   | Fight4Music          | Соло Албум                  | Volume Maximum                   |
| 2012   | Esen Müzik           | Соло Албум                  | Orijinal                         |
| 2012   | Esen Müzik           | Берлинския тигър Soundtrack | Sabır с участието на Ата Демирел |
| 2014   | Esen Müzik           | Соло Албум                  | Последния Мохикан                |
| 2014   | Esen Müzik           | Сингъл                      | Любовта към гетото               |
| 2018   | Esen Müzik           | Соло Албум                  | Killa Hakan                      |
| 2019   | Wovie & DMC          | Соло Албум                  | Боен Клуб                        |

|  | Тази страница частично или изцяло представлява превод на страницата Killa Hakan в Уикипедия на турски. Оригиналният текст, както и този превод, са защитени от Лиценза „Криейтив Комънс – Признание – Споделяне на споделеното“, а за съдържание, създадено преди юни 2009 година – от Лиценза за свободна документация на ГНУ. Прегледайте историята на редакциите на оригиналната страница, както и на преводната страница, за да видите списъка на съавторите. ВАЖНО: Този шаблон се отнася единствено до авторските права върху съдържанието на статията. Добавянето му не отменя изискването да се посочват конкретни източници на твърденията, които да бъдат благонадеждни. |